# الكسيبية
كسيبية قرية صغيرة في ريف حلب الجنوبي تتبع اداريا ناحية الزربة  تعد صلة الوصل بين ريف حلب الغربي والجنوبي وتقع غرب طريق حلب دمشق الدولي. ينتمي معظم سكان القرية إلى عشيرة الحويوات العربية الاصيلة. بعد الثورة السورية عام 2011 هاجر الكثير من سكان القرية إلى دول عدة منها تركيا، ألمانيا، بريطانيا، هولندا، والسويد.
1. ↑  "Data: Humanitarian Data Exchange | HumanitarianResponse". www.humanitarianresponse.info. مؤرشف من الأصل في 2019-06-02. اطلع عليه بتاريخ 2019-06-02.
2. ↑  "كسيبية". كسيبية (بar-US). Archived from the original on 2019-06-02. Retrieved 2019-06-02.{{استشهاد ويب}}:  صيانة الاستشهاد: لغة غير مدعومة (link)
3. ↑  كامل الغزي (1998)، نهر الذهب في تاريخ حلب، حلب: دار القلم العربي، ج. 1، ص. 400، QID:Q121009999 – عبر المكتبة الشاملة